# Drenîkî, Ciudniv
Drenîkî (în ucraineană Дреники) este un sat în comuna Stovpiv din raionul Ciudniv, regiunea Jîtomîr, Ucraina.

## Demografie
Componența lingvistică a localității Drenîkî
     Ucraineană (100%)
Conform recensământului din 2001, toată populația localității Drenîkî era vorbitoare de ucraineană (100%).